# Scaleby
Scaleby – wieś i civil parish w Anglii, w Kumbrii, w dystrykcie (unitary authority) Cumberland. Leży 9 km na północny wschód od miasta Carlisle i 423 km na północny zachód od Londynu. W 2011 roku civil parish liczyła 346 mieszkańców. W granicach civil parish leżą także Barclose, Longpark, Scalebyhill i Stoneknowe.